# Tegelviken, Stockholm

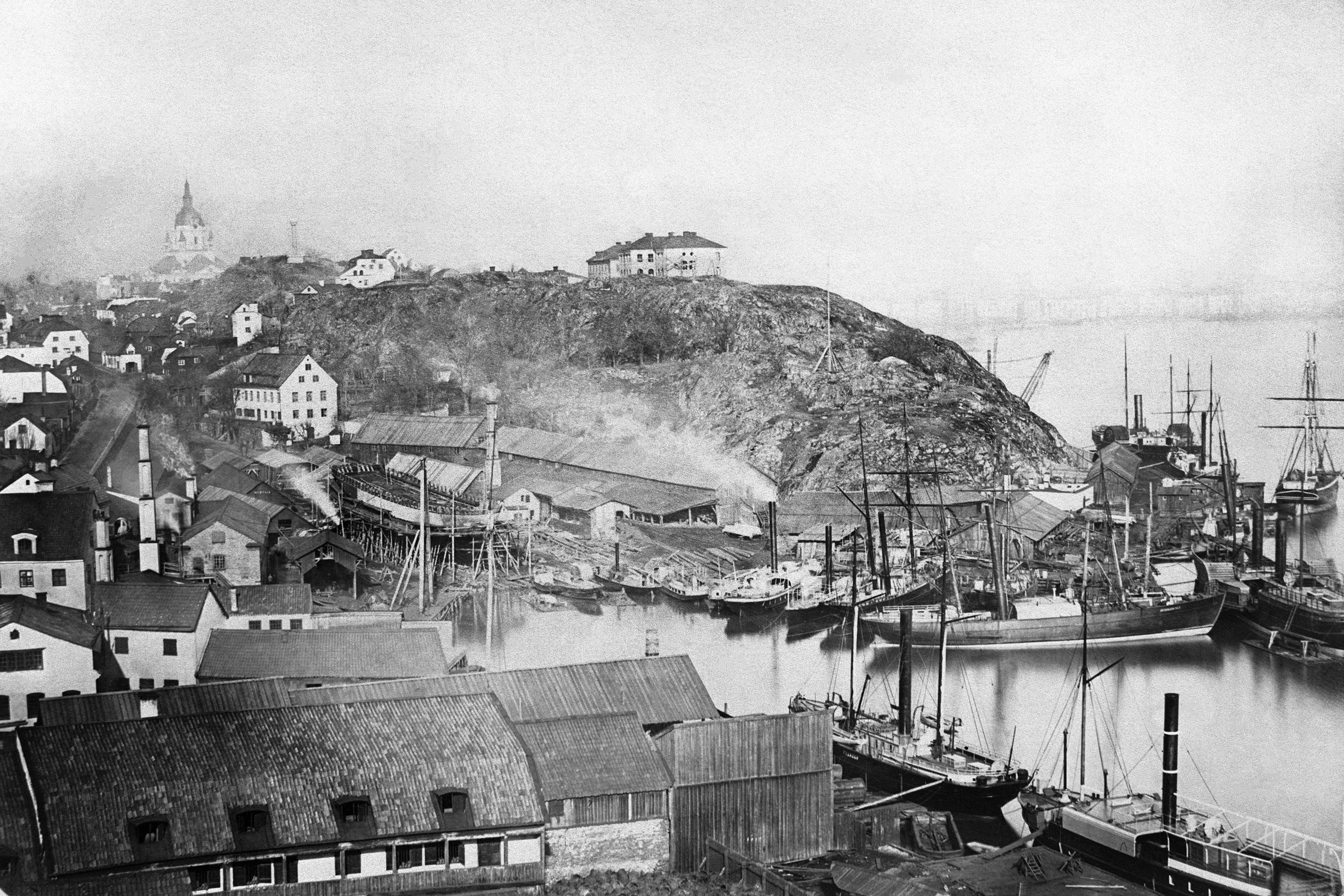
Tegelviken sedd från Fåfängan 1865.

Tegelviken var namnet på en havsvik från Saltsjön vid Södermalms östra del i Stockholm, igenlagd sedan 1910. Där finns numera en kajplats för fartyg och terminalen för Viking Lines finlandsfärjor.

## Tegelbruk på 1500-talet
Den äldsta dokumenterade förekomsten av namnet finns i en lybsk källa från 1523, där det hette att man lade ut bommar  “utifrån Tegelviken utanför staden”. Anledningen till namnet är att det fanns ett tegelbruk på denna plats under tidigt 1500-tal. Viken blev då även hamn för bruket, då längre transportsträckor över land var otänkbara vid den tiden.

## Tjärhovsverksamhet, skeppsvarv och järnvägsstation
Efter tegelbruket fanns här ett tjärhov, där stadens tjärbrännare höll till. År 1687 flyttades den farliga verksamheten efter en brand tvärs över Saltsjön till Beckholmen och istället uppstod här Stockholms stora skeppsvarv. Det hade sin verksamhet här under varierande former i mer än 200 år och fick till slut stängas eftersom Stadsgårdshamnen skulle utvidgas österut. 1893 invigdes Saltsjöbanan som då hade sina slutstationer vid Tegelviken respektive i Saltsjöbaden.

## Stadsgårdshamnen
Den 16 januari 1907 skedde Stockholmsvarvets sista stapellöpning och i augusti 1910 invigdes den nya Stadsgårdshamnen och dess uppfartsväg till Folkungagatan. Idag påminner namn som Tegelviksgatan och Tegelviksplan om Tegelviken, och uppe på Åsöberget vid Åsögatan har kvartersnamn som Tjärhovet, Flaggan, Masten, Utkiken och Signalen anknytning till den tidigare verksamheten vid Tegelviken.
| Utsikt över Tegelviken från Åsöberget på 1960-talet och i mars 2019. M/S Gabriella ligger vid Vikingterminalen. |  | Utsikt över Tegelviken från Åsöberget på 1960-talet och i mars 2019. M/S Gabriella ligger vid Vikingterminalen. |
| Utsikt över Tegelviken från Åsöberget på 1960-talet och i mars 2019. M/S Gabriella ligger vid Vikingterminalen. |  | |